# Płaskowzgórze Przęsocińskie
Płaskowzgórze Przęsocińskie – część Wzgórz Warszewskich. Równinny i falisty teren przeważnie rolniczy z maksymalną wysokością do ok. 110 m n.p.m. opadający stromo ku Dolinie Dolnej Odry. Nazwa pochodzi od centralnie położonej wsi Przęsocin (powiat policki). Płaskowzgórze Przęsocińskie jest częściowo objęte granicami Szczecina (osiedla Stołczyn, Skolwin i Bukowo).

## Charakterystyka
Duży kontrast krajobrazowy z terenami położonymi niżej - liczne ciągi i punkty widokowe w kierunku jeziora Dąbie. Swoje źródła mają tu potoki: Przęsocińska Struga, Skolwinka i Grzybnica.
We wschodniej części chronione jako użytki ekologiczne - Uroczysko Trzech Strumieni i Uroczysko Skolwin. Przez obszar przebiega  Szlak „Przez Las Arkoński i Wzgórza Warszewskie”.